# Okrugli stol kralja Artura (legenda)
Okrugli stol je mitski stol legendarnog britanskog Kralja Arthura, koji se prvi put spominje u Waceovom Romanu o Brutu iz 1155. U toj viteškoj poemi kazuje se da je Arthur imao okrugli stol, kako se nijedan od njegovih viteza, kad bi sjeo uz njega, ne bi mogao osjećati zakinut i manje važan u odnosu na druge.

## Povijest
Literarna vrijednost Okruglog stola, naročito u romantičnim poemama iz 13. st i kasnije, leži u činjenici da je on koristio vitezovima arthurovog dvora kao personifikacija njihovog -kolektivnog ja i simbol njihova jedinstva.
U stvarnom životu - Okrugli stol, je po mnogim svojim aspektima, postao - protutip za osnivanje brojnih velikih Viteških redova koji su nicali po Europi tokom kasnog srednjeg vijeka. Tako da je do kraja 15. sr, kad je Malory napisao Le Morte Darthur, viteštvo postalo istovetno s velikim vojničkim bratovštinama, osnivanim uz podršku moćnih feudalaca.
U Robert de Boronovoj poemi Josip iz Arimateje (Joseph d'Arimathie) napisanoj oko 1200. - Sveti gral, za kojim traga junak Percival, identificiran je kao vrč kojim se Krist koristio za Posljednje večere. Po njoj je upravo Josipu iz Arimateje dan zadatak da napravi stol u spomen na Posljednju večeru, ali da jedno mjesto ostavi upražnjeno, kao simbol mjesta na kojem je sjedio Juda, izdajica Krista. Na tom praznom mjestu, nazvanom - Perilousovo mjesto, nitko nije sjedio iz straha po vlastitu sudbinu, jer je ono bilo rezervirano isključivo za onog junaka koji može vratiti Sveti gral. 
Tijekom 13. st, kad je tema Svetog grala u potpunosti integrirana u legendu o Kralju Arthuru u skupini priča iz Opusa Vulgata i Postvulgata, iskristaliziralo se da je Okrugli stol - oblikovan upravo zbog Svetog grala, kao i prazno mjesto, ali da ga je napravio čarobnjak Merlin i to za Uthera Pendragona, oca Kralja Arthura.
Igrom sudbine postao je vlasništvo kralja Leodegranca iz Cameliarda, koji ga je poklonio svom zetu Arthuru kao dio miraza svoje kćeri Guinevere. Prijem u društvo okruglog stola bio je rezerviran samo za najhrabrije, a Perilousovo mjesto ostalo je upražnjeno sve do pojave Galahada, hrabrog viteza koji je pronašao Sveti gral i donio čudesa u Arthurovo kraljevstvo.
U gradu Winchesteru postoji velika dvorana, kao jedini ostatak nekadašnjeg dvorca kojeg je započeo graditi Vilim I. Osvajač, a dovršen je 1235. U njoj se nalazi prislonjen uz zid - okrugli stol promjera 5,5 metara, kojeg zovu Stol kralja Arthura. Izrađen je krajem 13.  ili početkom 14. st, a prebojan je tudorovskim bojama zelenom i bijelom, za vladavine Henrika VIII.

## Vanjske poveznice
- [neaktivna poveznica]
- Round Table na portalu Encyclopædia Britannica